# F-1 (人工衛星)
F-1はベトナムのFPT大学宇宙研究部（Fスペース）が開発したCubeSat。スウェーデンウプサラ大学のオングストローム宇宙技術センター（ASTC）およびアメリカのNanoRacks社と提携を結んでいる。
目的は宇宙工学分野における若手の技術者や学生の育成、およびASTCによりスウェーデンで設計された3軸磁気計の評価である。
F-1は2012年7月21日、こうのとり3号機に積まれた状態で、H-IIBロケットによって打ち上げられた。こうのとり3号機にはF-1以外に、4機の小型衛星（RAIKO, WE WISH, FITSAT-1、TechEdSat）が搭載されていた。
国際宇宙ステーションのきぼうモジュールのエアロックからJAXAの小型衛星放出機構（J-SSOD:JEM-Small Satellite Orbital Deployer）を使用して10月5日に放出された。
F-1は、2013年4月30日に再突入した。

## 性能
- 寸法: 10x10x10cm (1U型)
- 質量: 1 kg
- ペイロード: 低解像C328カメラ (640×480, 8ビット色)
- センサー: 温度センサー、3軸磁気計
- 軌道寿命: 最低3か月

## ギャラリー

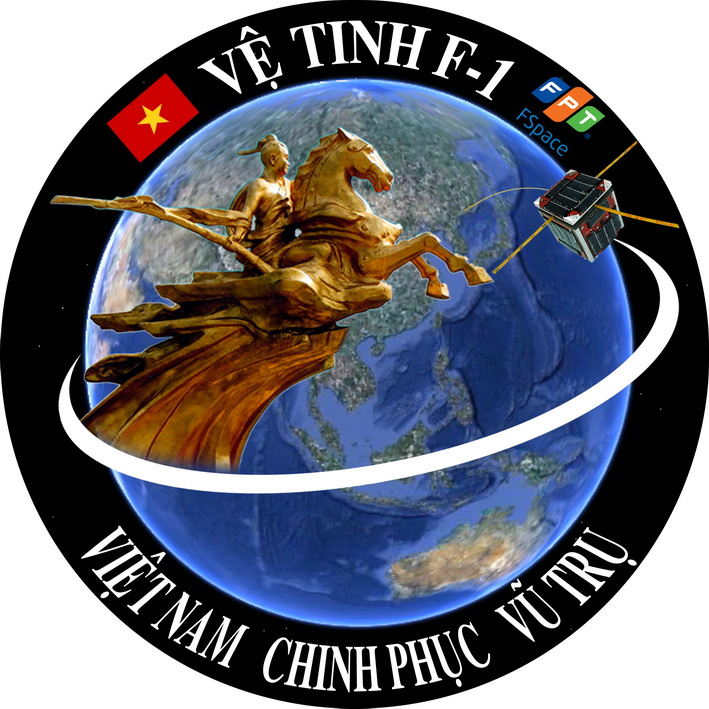
ミッションパッチ
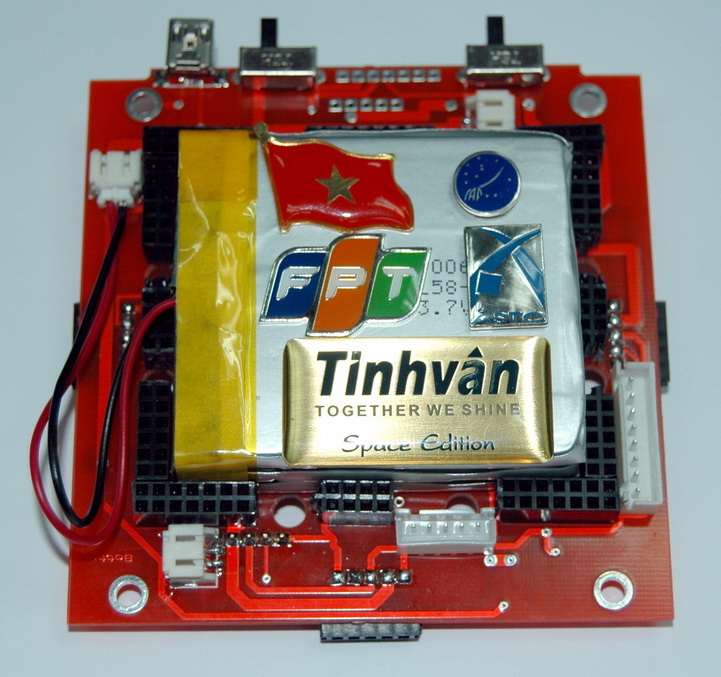
ボード部分
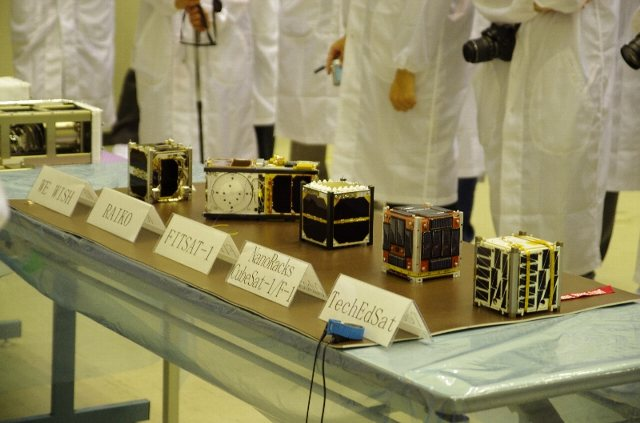
筑波宇宙センターで撮影